# Monozentrische Sprache
Eine monozentrische Sprache ist in der Sprachwissenschaft eine Sprache mit einem einzigen regionalen Zentrum der Standardisierung und dementsprechend einer einzigen Standardvarietät, wie z. B. Japanisch und Russisch. A Das Gegenteil ist eine plurizentrische Sprache, wie z. B. Deutsch und Englisch, ein von Heinz Kloss geprägter Begriff.

## Begriffsgeschichte
Der Begriff der monozentrischen Sprache ist das Pendant zur plurizentrischen Sprache und wird im Kontrast zu letzterer definiert; er soll ausdrücken, dass eine Sprache nicht plurizentrisch ist.

## Sprachwissenschaftlicher Diskurs
Im Zusammenhang der unterschiedlichen Gewichtung – großer Sprachraum (konservativ) oder kleinere Einheiten berücksichtigend (diversifizierend) – ergibt sich inhärent eine sprachwissenschaftliche Debatte, die sich in jedem sprachlichen Kontext neu formiert. Im amerikanischen English fand diese Debatte von ca. 1780 bis 1890 statt, wobei um 1850 die amerikanische Standardvarietät im Land als weitgehend etabliert galt. Zeitweilig aber können auch heute noch Vorbehalte gegenüber amerikanischem English und eine Bevorzugung von Englischem (Britischem) Englisch wahrgenommen werden. So zum Beispiel beschrieb der spätere König Charles III noch 1995 amerikanisches Englisch als „sehr korrumpierend“ und empfahl, britisches English als Zielvarietät hochzuhalten. Unangefochten monozentrische Sichtweisen sind heute vor allem bei kleineren, verschriftlichten Sprachen anzutreffen, die nicht mit der sozialen Situation konfrontiert sind, neuere Standards herauszubilden, wie z. B. Luxemburgisch oder Baskisch.
Monozentrische Betrachtungsweisen sind, je nach Sprache, unterschiedlich verbreitet. Nach einer vergleichenden Studie werden in Europa heute vor allem Deutsch, Französisch und zunehmend Spanisch wieder vermehrt monozentrisch konzeptualisiert, was auf Widerstand von Soziolinguisten stößt. Die Debatte ist für das Deutsche, rund um Österreichisches Deutsch, am weitesten entwickelt und beinhaltet historische Diskussionen um germanistische Grundannahmen und Konstruktionen, die bis auf die Gründerzeit des Faches um 1820 zurückgehen. Dieser Diskurs streift sensible Themen wie wissenschaftliche Hegemonie und Dominanz und wirft monozentrischen Perspektiven „epistemische Ignoranz“ oder „Hegemonialisierung“ der Sprachmodellierung vor – ein Vorwurf, der allerdings umstritten ist und zurückgewiesen wurde. Laut Rudolf Muhr erzeugen monozentrische Ansätze „Einheit durch Zentralisierung“, während plurizentrische eine andere, eine wohl kleinförmigere, Form der Einheit – „Einheit durch soziale Teilhabe/Gemeinsamkeit“ herstellen.